# Saint-Rémy-de-Maurienne
 Saint-Rémy-de-Maurienne  es una población y comuna francesa, en la región de Ródano-Alpes, departamento de Saboya, en el distrito de Saint-Jean-de-Maurienne y cantón de La Chambre. Se encuentra en la margen izquierda del Arco, a unos sesenta kilómetros de Chambery. A una altitud de 450 metros, el pequeño pueblo de montaña se extiende por más de 4.000 hectáreas en el valle de Villards.
Si la comuna de Saint-Rémy-de-Maurienne es conocida solo a partir de la Edad Media, esta última ha experimentado una ocupación humana mucho más antigua, como lo demuestran las fichas romanas encontradas en el sitio durante las excavaciones arqueológicas. Golpeada por varias plagas como la peste o la inundación a lo largo de los siglos, regresó a la era industrial en el siglo diecinueve, incluida la apertura de un alto horno.
Hoy, Saint-Rémy-de-Maurienne es principalmente conocido por su actividad turística, ya sea por su patrimonio arquitectónico o sus paisajes naturales preservados y auténticos.

## Demografía
| 897 | 793 | 891 | 817 | 962 | 967 |
| Para los censos de 1962 a 1999 la población legal corresponde a la población sin duplicidades (Fuente: INSEE [Consultar]) |     |     |     |     |     |